# Larry Morey
Larry Morey est un compositeur, parolier et scénariste américain. Il est principalement connu pour son travail au sein de studios Disney.

## Biographie
Il a aussi été assistant réalisateur et réalisateur de séquence sur le long métrage d'animation Blanche-Neige et les Sept Nains (1937).

## Filmographie
- 1934 : C'est pour toujours, parole de The World Owes Me a Living
- 1934 : Playful Pluto, compositeur
- 1937 : Blanche-Neige et les Sept Nains, paroles de One Song, Some Day My Prince Will Come, I'm Wishing, With a Smile and a Song, Whistle While You Work, Heigh-Ho, Bluddle-uddle-um-dum (Dwarfs' Washing and Yodel Song), (Isn't This) A Silly Song
- 1938 : Having Wonderful Time, parole de Heigh-Ho
- 1938 : Ferdinand le taureau, parole de Ferdinand The Bull
- 1940 : You'll Find Out, parole de Heigh-Ho
- 1941 : Le Dragon récalcitrant, compositeur
- 1942 : Bambi, adaptation du scénario et paroles de Love Is A Song, Little April Shower, Let's Sing a Gay Little Spring Song, Looking for Romance (I Bring You a Song)
- 1946 : You Won't Be Satisfied Until You Break My Heart, parole de Whistle While You Work
- 1948 : Danny le petit mouton noir, auteur de Stick-To-It-Ivity, parole de Lavender Blue
- 1949 : Le Crapaud et le maître d'école, parole de Merrily on Our Way, Nowhere in Paticular
- 1967 : The Dean Martin Show (en) (épisode du 30 novembre 1967), parole de Someday My Prince Will Come
- 1971 : A Safe Place, parole de Lavender Blue
- 1978 : Le Privé de ces dames (The Cheap Detective), parole de Heigh-Ho
- 1980 : Disney's Snow White Live at Radio City Music Hall compositeur
- 1991 : Princesses (série télé), parole de Someday My Prince Will Come
- 1994 : Theremin: An Electronic Odyssey, parole de Someday My Prince Will Come
- 2002 : Operación triunfo
- 2006 : Bambi 2, parole de Love Is a Song